# Отрицание
Отрицанието в логиката представлява съждение, което е противоположно на друго съждение. Всяко съждение има свое съответно противоположно съждение, например „навън вали“ – „навън не вали“. Отрицанието може да представлява също операция (наричана също отричане), извършвана върху дадено съждение – в дадения пример „навън не вали“ е отрицание, отричане, на съждението „навън вали“.
Отрицанието е важен елемент от булевата алгебра, включително в контекста на информатиката, програмирането и въобще обработката на данни. Обозначава се с различни знаци: !, ¬ или черта над символа.